# Una plegaria en el camino
Una plegaria en el camino é uma telenovela mexicana, produzida pela Televisa e exibida em 1969 pelo Telesistema Mexicano.

## Elenco
- Enrique Aguilar
- Carlos Ancira
- Rosalba Brambila
- Jorge Castillo